# Юзери, Уильям Джулиан
Уильям Джулиан Юзери мл. (англ. William Julian Usery Jr.; 21 декабря 1923, Хардвик (Джорджия), Джорджия, США — 10 декабря 2016, Итонтон, Джорджия, США) — американский государственный деятель, министр труда США (1976—1977).

## Биография

### Профсоюзный деятель
Родился в семье Уилльяма Дж. Юзери-старшего и Эффи Мэй Уильямсон (Филлипс). В 1941 г. окончил Военном колледже штата Джорджия. С 1941 по 1942 г. работал подводным сварщиком на строительстве кораблей класса Liberty в строительной компании J. A. Jones Construction Company в Брансвике, штат Джорджия.
Во время Второй мировой войны потребность в сварщиках военно-морского флота резко возросла, и он поступил в Военно-морские силы США. С 1943 по 1946 г. работал на ремонтном корабле ВМС США в Тихом океане. В послевоенное время работал сварщиком и машинистом в Джорджии. Учился в Университете Мерсера, но не завершил получение высшего образования.
1 марта 1952 года, работая машинистом в Armstrong Cork Company, помог учредить Local Lodge 8 (в настоящее время Local Lodge 918) Международной ассоциации машинистов (IAM), Американской федерации труда — Конгресса производственных профсоюзов (AFL-CIO). За эти годы он был избран в ряд структур Local Lodge 8, в конечном итоге став президентом местного союза. Во время работы в Armstrong Cork являлся специальным уполномоченным IAM в Центре по испытанию ракет ВВС США на мысе Канаверал (AFMTC).
В 1956 г. уволился из Armstrong Cork Company, поскольку был избран представителем Великой Ложи (Grand Lodge Representative) в IAM. В этом качестве в 1961 году стал представителем профсоюза в президентской комиссии по трудовым ресурсам. Юсери отвечал за ведение трудовых переговоров и помогал управлять и обслуживать контракты профсоюзов в AFMTC, в Космическом центре им. Джона Кеннеди, Космический центре им. Дж. Маршалла и Космическом центре имени Линдона Джонсона. В 1967 году IAM назначил его в Совет по управлению трудовыми ресурсами в Космическом Центре им. Кеннеди, в 1968 г. он стал председателем совета.

### В администрации США
В феврале 1969 г. президент Ричард Никсон назначил его помощником министра труда по вопросам управления трудовыми отношениями. Он, в частности, следил исполнением «Закона об отчетности и раскрытии информации об управлении трудовыми ресурсами». Участвовал в подготовке Указа № 11491 (29 октября 1969 г.), который разрешил создание профсоюза федеральных государственных служащих и установил процедуры коллективных переговоров, рассмотрения жалоб и разрешения споров. Сумел предотвратить забастовку железнодорожников (1969), однако вслед за этим администрации Никсона не удалось справиться общенациональной забастовкой 210 000 сотрудников почтовой службы (1970) с помощью жестких мер не удалось. В результате двухнедельных переговоров, на которых Юзери играл решающую роль, ситуация была урегулирована, был принят «Закон о реорганизации почты» (1970). В соответствии с ним почтовые союзы получили право вести переговоры о заработной плате, льготах и условиях труда, а 1 июля 1971 г. пять федеральных почтовых союзов объединились в Американский профсоюз почтовых работников, крупнейший в мире профсоюз почтовых работников.
Несмотря на влияние в администрации Никсона, он не смог убедить президента воздержаться от временного приостановления действия закона Дэвиса-Бэкона в 1971 г. Закон устанавливал заработную плату строителям на проектах, получающих федеральные средства. Но война во Вьетнаме оказала значительное инфляционное давление на заработную плату в строительстве. Юзери и его сторонники убедили Никсона создать отдельный орган для рассмотрения профсоюзных контрактов, в результате повышение заработной платы по проектам Дэвиса-Бэкона упало с 14 до 6 процентов.
В марте 1973 г. он был назначен директором Федеральной службы посредничества и примирения (FMCS), федерального агентства, которое предлагало услуги по арбитражу и посредничеству работодателям и профсоюзам. В январе 1974 г. он был назначен специальным помощником президента по вопросам управления трудовыми ресурсами. В этом качестве он консультировал президента по вопросам управления трудовыми отношениями в федеральном правительстве и частном секторе и стал президентским представителем в трудовых спорах, которые могут оказать существенное влияние на национальную экономику. Назначение истекло после отставки Никсона в августе, но в январе 1975 г. Джеральд Форд вновь назначил его на эту должность.
В 1976—1977 гг. — министр труда США.

### Дальнейшая карьера
Покинув государственную службу, он основал консалтинговую фирму по трудовым отношениям Bill Usery Associates, Inc.
В 1983 г. компания Usery Associates участвовала в переговорах в автомобильной промышленности между United Auto Workers (UAW), General Motors (GM) и Toyota Motor. Он помогал UAW, GM и Toyota в разработке контракта, в соответствии с которым была создана новая, совместно принадлежащая и управляемая корпорация, New United Motor Manufacturing, Inc. (NUMMI). NUMMI внедрила «экономную» производственную систему Toyota в США. Поддержка UAW имела решающее значение в получении антимонопольного освобождения от Федеральной торговой комиссии. Ему удалось убедить GM, Toyota и UAW согласиться на первое в своем роде партнерство по управлению трудовыми ресурсами: UAW согласился с методами производства Toyota, а Toyota согласилась сделать UAW равным партнером в управлении производительностью завода и процедуры контроля качества. Коллективный договор NUMMI был подписан в июне 1985 г. Партнерство по управлению трудовыми ресурсами получило ряд наград за управление трудовыми ресурсами, производительность, качество и хорошее корпоративное гражданство.
В 1983 г. он выступил посредником в забастовке работников образования в Чикаго, в которой приняли участие 38 000 учителей и педагогических работников.
Участвовал в нескольких федеральных комиссиях по управлению трудовыми ресурсами. В частности, в процессе разрешения трудовых споров в угольной промышленности в соответствии с «Законом об угле» (1992) был создан Фонд комбинированных льгот (CBF) для обеспечения льгот для здоровья путем объединения программ в области здравоохранения для пенсионеров угледобывающих компаний.
С 1993 по 1995 г. входил в состав Комиссии по будущему взаимоотношений между работниками и менеджментом («Комиссия Данлопа»). В 1994 г. президент Билл Клинтон назначил его посредником во время забастовки в высшей бейсбольной лиге.
В 1997 г. в Университете штата Джорджия был создан Центр по трудоустройству, которому было присвоено его имя. Этот центр просуществовал до 2010 г.

## Признание
Почетный доктор в области общественных наук Луисвиллского университета.
Лауреат премии LERA Lifetime Achievement Award (1999).
В 2004 г. его именем была названа кафедра по изучению занятости Университета штата Джорджия.
В 2010 г. новое здание в кампусе Военного колледжа Джорджии в Милледжвилле, штат Джорджия, было названо «Юзери-Холл».